# Helius nipponensis
Helius nipponensis là một loài ruồi trong họ Limoniidae. Chúng phân bố ở miền Cổ bắc.